# 레 투쉐 3
《레 투쉐 3》(Les Tuche 3, liberte, egalite, fraternite)은 프랑스에서 제작된 올리비에 바룩스 감독의 2018년 코미디 영화이다. 장 폴 루브 등이 주연으로 출연하였다. 레 투쉐와 레 투쉐 2의 후속 작품이다. 2018년 1월 개봉되었으며 상업적으로 성공하였다.

## 출연

### 주연
- 장 폴 루브
- 이사벨 낭티

### 조연
- 클레어 나두
- 사라 스턴
- 피에르 로탱
- 테오 페르난데즈